# Yang-Mills-Higgs-Fluss

Visualisierung des Gradientenabstiegsverfahrens mit einer Flusslinie

Der Yang-Mills-Higgs-Fluss ist im mathematischen Teilgebiet der Differentialgeometrie ein durch die Yang-Mills-Higgs-Gleichungen beschriebener Gradientenfluss, also eine Methode zur Beschreibung des Gradientenverfahrens für die Yang-Mills-Higgs-Wirkung. Vereinfacht ausgedrückt ist der Yang-Mills-Higgs-Fluss ein Weg, welcher stets in die Richtung des stärksten Abstiegs zeigt, ähnlich wie der Weg eines einen Hügel hinunterrollenden Balles. Dadurch können kritische Punkt, bekannt als Yang-Mills-Higgs-Paare, welche die Yang-Mills-Higgs-Gleichungen lösen, sowie deren Stabilität untersucht werden. Anschaulich sind es genau die Stellen des Hügels, auf welchen der Ball in Ruhe bleiben kann.
Benannt ist der Yang-Mills-Fluss nach Chen Ning Yang, Robert Mills und Peter Higgs, von denen die vorderen beiden die zugrundeliegende Yang-Mills-Theorie im Jahr 1954 formuliert haben und letzterer die Kopplung an das Higgs-Feld im Jahr 1964 vorgeschlagen hat.

## Definition
Sei {\displaystyle G} eine kompakte Lie-Gruppe mit Lie-Algebra {\displaystyle {\mathfrak {g}}} und {\displaystyle E\twoheadrightarrow B} ein {\displaystyle G}-Hauptfaserbündel, wobei {\displaystyle B} eine kompakte orientierbare Riemannsche Mannigfaltigkeit mit Metrik {\displaystyle g} und Volumenform {\displaystyle \operatorname {vol} _{g}} ist. Sei {\displaystyle \operatorname {Ad} (E):=E\times _{G}{\mathfrak {g}}\twoheadrightarrow B} das adjungierte Vektorbündel. {\displaystyle \Omega ^{1}(E,{\mathfrak {g}})\cong \Omega ^{1}(B,\operatorname {Ad} (E))} ist der Raum der Zusammenhänge, welche entweder unter der adjungierten Darstellung {\displaystyle \operatorname {Ad} } invariante Lie-Algebra-wertige oder vektorbündelwertige Differentialformen sind. Da der Hodge-Stern-Operator {\displaystyle \star } mit der Metrik {\displaystyle g} und der Volumenform {\displaystyle \operatorname {vol} _{g}} auf der Basismannigfaltigkeit {\displaystyle B} definiert ist, wird gewöhnlich der zweite Raum benutzt.
Die Yang-Mills-Higgs-Wirkung ist gegeben durch:
{\displaystyle \operatorname {YMH} \colon \Omega ^{1}(B,\operatorname {Ad} (E))\times \Gamma ^{\infty }(B,\operatorname {Ad} (E))\rightarrow \mathbb {R} ,\operatorname {YMH} (A,\Phi ):=\int _{B}\|F_{A}\|^{2}+\|\mathrm {d} _{A}\Phi \|^{2}\mathrm {d} \operatorname {vol} _{g}.}
Ihr erster Term wird auch Yang-Mills-Wirkung genannt.
{\displaystyle \Omega ^{1}(B,\operatorname {Ad} (E))} und {\displaystyle \Gamma ^{\infty }(B,\operatorname {Ad} (E))} sind Vektorräume mit von {\displaystyle B} induzierten Skalarprodukten. Dadurch lässt sich der Gradient definieren durch:
{\displaystyle \operatorname {grad} (\operatorname {YMH} )\colon \Omega ^{1}(B,\operatorname {Ad} (E))\times \Gamma ^{\infty }(B,\operatorname {Ad} (E))\rightarrow \Omega ^{1}(B,\operatorname {Ad} (E))\times \Gamma ^{\infty }(B,\operatorname {Ad} (E)),\langle \operatorname {grad} (\operatorname {YMH} )(A,\Phi ),-\rangle =\mathrm {d} _{A,\Phi }\operatorname {YMH} (-).}
Genau dieser Ausdruck liegt den Ableitungen der Yang-Mills-Higgs-Gleichungen zugrunde, nämlich genau den kritischen Punkten der Yang-Mills-HiggsWirkung ohne einen Gradient:
{\displaystyle \operatorname {grad} (\operatorname {YMH} )(A,\Phi )_{1}=\delta _{A}F_{A}+[\Phi ,\mathrm {d} _{A}\Phi ];}
{\displaystyle \operatorname {grad} (\operatorname {YMH} )(A,\Phi )_{2}=\delta _{A}\mathrm {d} _{A}\Phi .}
Für ein offenes Intervall {\displaystyle I\subseteq \mathbb {R} } sind zwei {\displaystyle C^{1}}-Abbildungen {\displaystyle \alpha \colon I\rightarrow \Omega ^{1}(B,\operatorname {Ad} (E))} und {\displaystyle \varphi \colon I\rightarrow \Gamma ^{\infty }(B,\operatorname {Ad} (E))} (also stetig differenzierbar) mit:
{\displaystyle \alpha '(t)=-\operatorname {grad} (\operatorname {YMH} )(\alpha (t),\varphi (t))_{1}=-\delta _{\alpha (t)}F_{\alpha (t)}-[\varphi (t),\mathrm {d} _{\alpha (t)}\varphi (t)]}
{\displaystyle \varphi '(t)=-\operatorname {grad} (\operatorname {YMH} )(\alpha (t),\varphi (t))_{2}=-\delta _{\alpha (t)}\mathrm {d} _{\alpha (t)}\varphi (t)}
ein Yang-Mills-Higgs-Fluss.

## Eigenschaften
- Für eine Yang-Mills-Higgs-Paar {\displaystyle (A,\Phi )\in \Omega ^{1}(B,\operatorname {Ad} (E))\times \Gamma ^{\infty }(B,\operatorname {Ad} (E))} ist der konstante Weg auf diesem ein Yang-Mills-Higgs-Fluss.
- Für einen Yang-Mills-Higgs-Fluss {\displaystyle (\alpha ,\varphi )\colon I\rightarrow \Omega ^{1}(B,\operatorname {Ad} (E))\times \Gamma ^{\infty }(B,\operatorname {Ad} (E))} gilt:

{\displaystyle (\operatorname {YMH} \circ (\alpha ,\varphi ))'(t)=-\int _{X}\|\alpha '(t)\|^{2}+\|\varphi '(t)\|^{2}\mathrm {d} \operatorname {vol} _{g}\leq 0.}
{\displaystyle \operatorname {YMH} \circ (\alpha ,\varphi )\colon I\rightarrow \mathbb {R} } ist also eine monoton sinkende Funktion. Da die Yang-Mills-Higgs-Wirkung immer positiv ist, wird ein in die Unendlichkeit fortgesetzter Yang-Mills-Higgs-Fluss zwangsläufig gegen verschwindende Ableitung und daher nach obiger Gleichung ei Yang-Mills-Higgs-Paar konvergieren.
- Für ein Paar {\displaystyle (A,\Phi )\in \Omega ^{1}(B,\operatorname {Ad} (E))\times \Gamma ^{\infty }(B,\operatorname {Ad} (E))} gibt es einen eindeutigen Yang-Mills-Fluss {\displaystyle (\alpha ,\varphi )\colon [0,\infty )\rightarrow \Omega ^{1}(B,\operatorname {Ad} (E))\times \Gamma ^{\infty }(B,\operatorname {Ad} (E))} mit {\displaystyle (\alpha (0),\varphi (0))=(A,\Phi )}. Dabei ist {\displaystyle (\lim _{t\rightarrow \infty }\alpha (t),\lim _{t\rightarrow \infty }\varphi (t))} ein Yang-Mills-Higgs-Paar.
- Für ein stabiles Yang-Mills-Higgs-Paar {\displaystyle (A,\Phi )\in \Omega ^{1}(B,\operatorname {Ad} (E))\times \Gamma ^{\infty }(B,\operatorname {Ad} (E))} gibt es eine Umgebung, sodass für jeden eindeutigen Yang-Mills-Fluss {\displaystyle (\alpha ,\varphi )\colon [0,\infty )\rightarrow \Omega ^{1}(B,\operatorname {Ad} (E))\times \Gamma ^{\infty }(B,\operatorname {Ad} (E))} mit Anfangsbedingung darin gilt:
{\displaystyle A=\lim _{t\rightarrow \infty }\alpha (t);}
{\displaystyle \Phi =\lim _{t\rightarrow \infty }\varphi (t).}

## Ginsburg-Landau-Fluss
Eine Verallgemeinerung des Yang-Mills-Higgs-Flusses ist der Ginsburg-Landau-Fluss, benannt nach Witali Ginsburg und Lew Landau, mit einem zusätzlichen Potentialterm für das Higgs-Feld